# Ceratagallia rossi
Ceratagallia rossi är en insektsart som beskrevs av Hamilton 1998. Ceratagallia rossi ingår i släktet Ceratagallia och familjen dvärgstritar. Inga underarter finns listade i Catalogue of Life.